# Resolució 357 del Consell de Seguretat de les Nacions Unides
La Resolució 357 del Consell de Seguretat de les Nacions Unides, aprovada per unanimitat el 14 d'agost de 1974, després de reafirmar les resolucions anteriors sobre el tema, el Consell va exigir que totes les parts presents a la lluita a Xipre deixessin totes les accions armades i militars. Va demanar la represa de les negociacions i va decidir seguir ocupant-se de la situació i en una crida instantània per reunir-se com fos necessari per considerar quines mesures més efectives es podrien requerir si l'alto el foc fracassés.